# Wohnhaus Bahnhofstraße 25 (Elsterwerda)
Das Wohnhaus in der Bahnhofstraße 25 ist ein Baudenkmal, das sich in der Kleinstadt Elsterwerda im südbrandenburgischen Landkreis Elbe-Elster befindet.

## Beschreibung und Geschichte
Die Entstehung des Wohn- und Geschäftshauses wird auf die Zeit zwischen 1871 und 1890 datiert. Bei dem Haus handelt es sich um einen im spätklassizistischen Stil errichteten zweigeschossigen Ziegelbau mit Satteldach. Im örtlichen Denkmalverzeichnis ist es unter der Erfassungsnummer 09135652 verzeichnet.
Das Gebäude befindet sich heute in Privatbesitz. Im Erdgeschoss ist seit einigen Jahren mit „Kurbis Schauwerkstatt“ ein Spielzeuggeschäft zu finden, dessen Inhaber Jürgen Kurbatsch ist.